# Spångmyrtjärnen (Burträsks socken, Västerbotten, 715903-170162)
Spångmyrtjärnen är en sjö i Skellefteå kommun i Västerbotten och ingår i Sävaråns huvudavrinningsområde.